# Tylosurus gavialoides
Tylosurus gavialoides is een straalvinnige vissensoort uit de familie van gepen (Belonidae). De wetenschappelijke naam van de soort is voor het eerst geldig gepubliceerd in 1873 door Castelnau.